# Casa do Agente Ferroviário Mário Ghisi

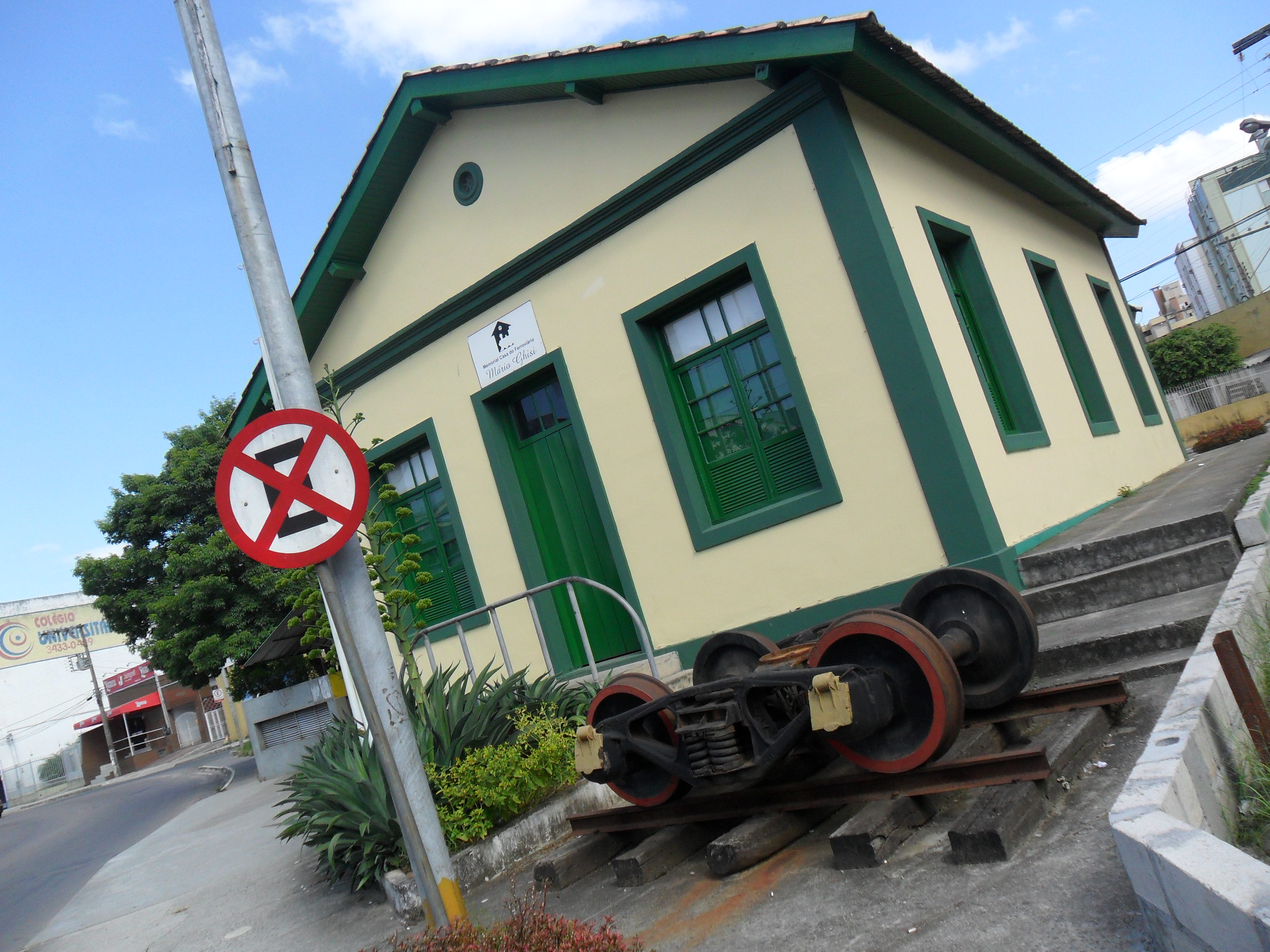
Memorial Casa do Agente Ferroviário Mário Ghisi

O Memorial Casa do Agente Ferroviário Mário Ghisi é um ponto turístico de Criciúma, está ligado à construção da Estrada de Ferro Dona Tereza Cristina, no município.
Em 2011, o local passou a receber poucos visitantes, a funcionária da Casa do Ferroviário explicou que o número de visitas aumentam quando as escolas vão conhecer em atividade pedagógica o ponto. A funcionária também ressaltou que com a inauguração do Parque das Nações Cincinato Naspolini, o movimento diminuiu um pouco, visto que muitas informações a respeito da ferrovia também estão disponíveis neste local, além de passeio de locomotiva.
O projeto Estação do Saber proporcionou visitas de diversas instituições, além de atrair estudantes de outros municípios. O projeto tem movimentado a cultura de Criciúma e estimulado a população a fazer um resgate histórico. Os trabalhos são desenvolvidos Casa do Ferroviário Mário Ghisi, para os alunos, acerca da história férrea do município.

## História
Levantada na década de 1920, havia por objetivo acolher o agente ferroviário da estação e sua família. Na década de 1980, funcionou no local um restaurante vegetariano e, com a construção do novo terminal urbano da cidade, em 1995, a casa foi derrubada. Por determinação judicial, a construtora responsável pela demolição a restaurou, fato que se estabilizou em 2001. A Casa do Agente Ferroviário transformou-se no Memorial da história do transporte ferroviário na cidade de Criciúma.[carece de fontes?]

## Galeria de fotos

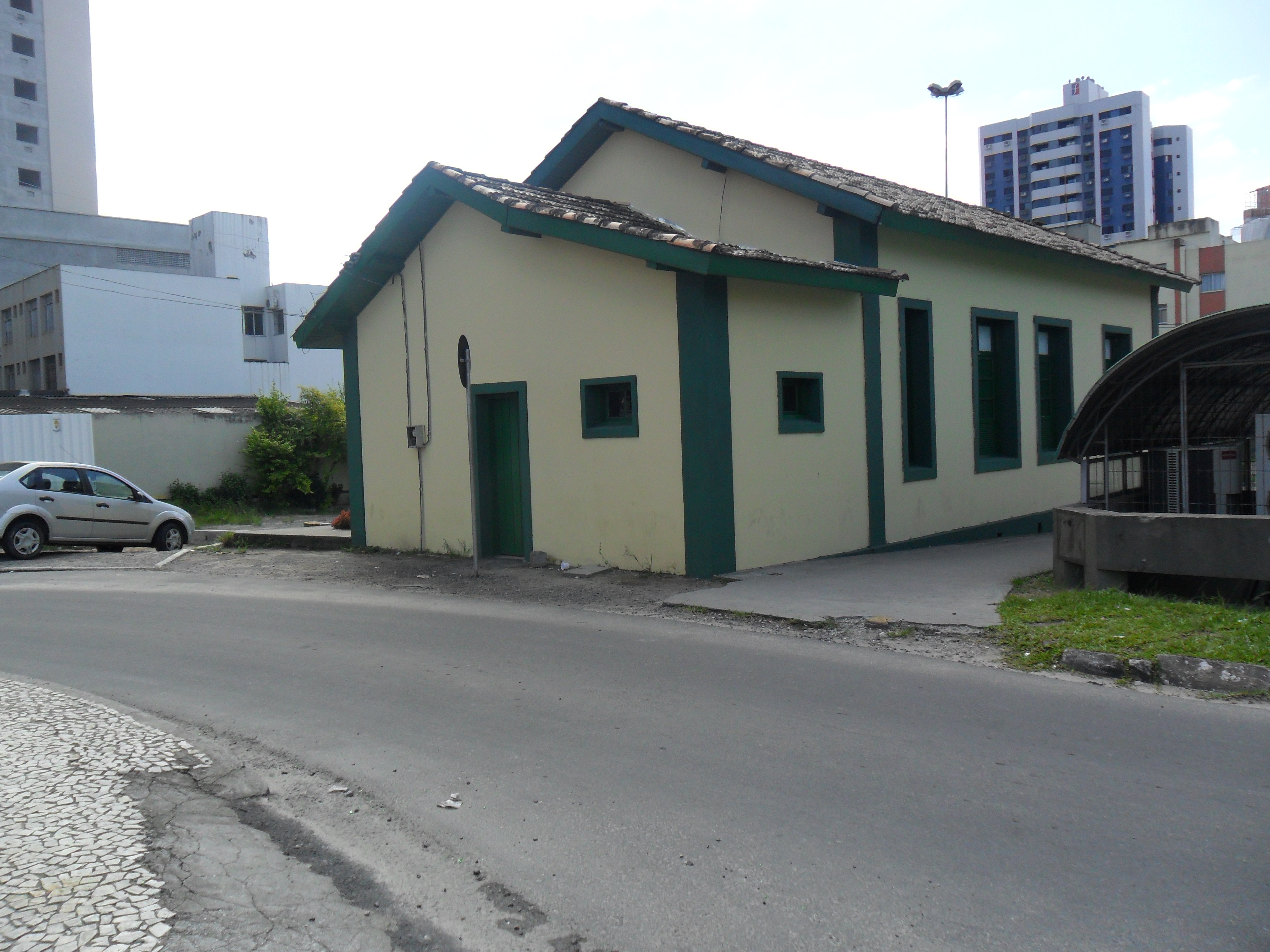
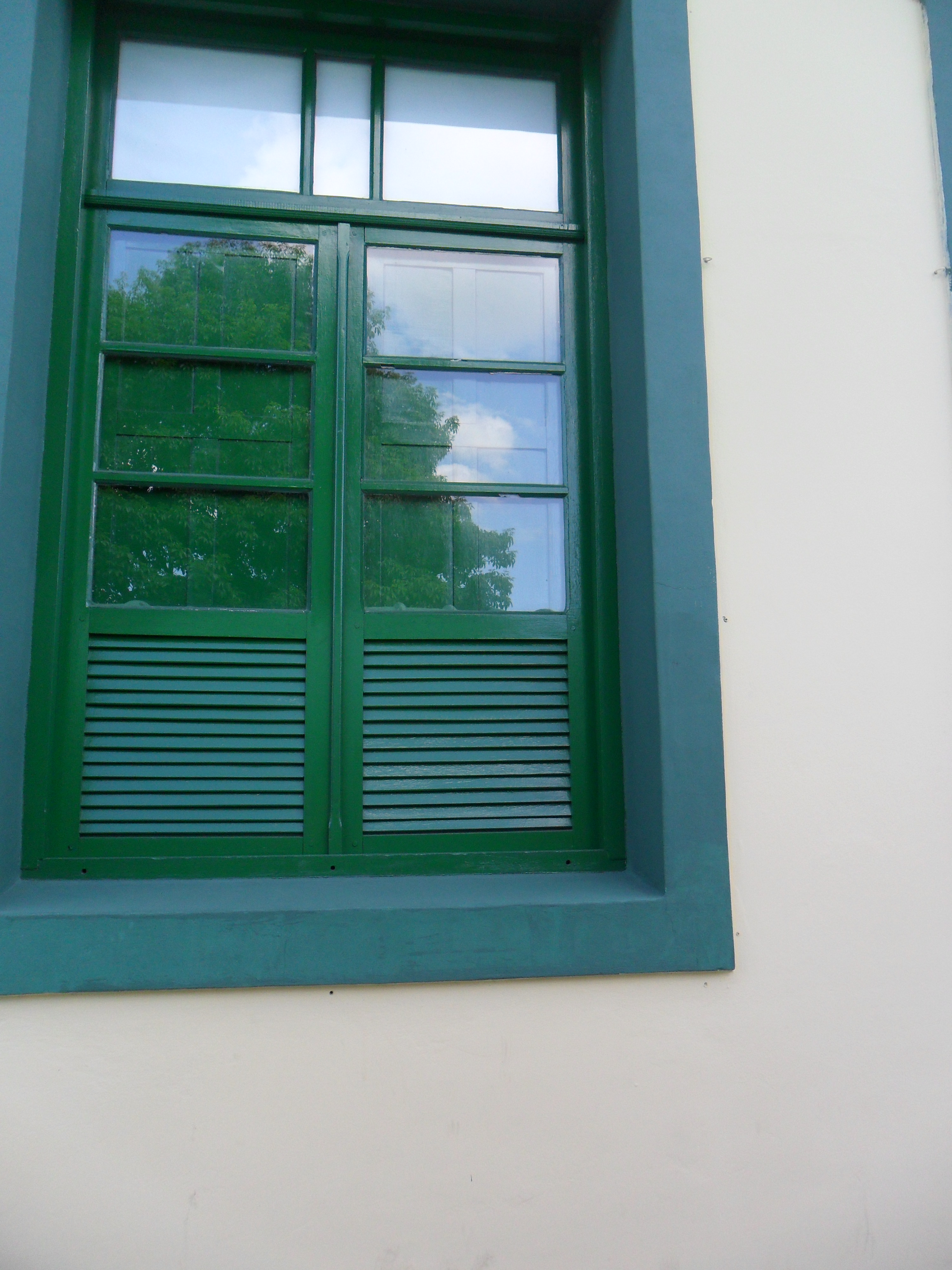
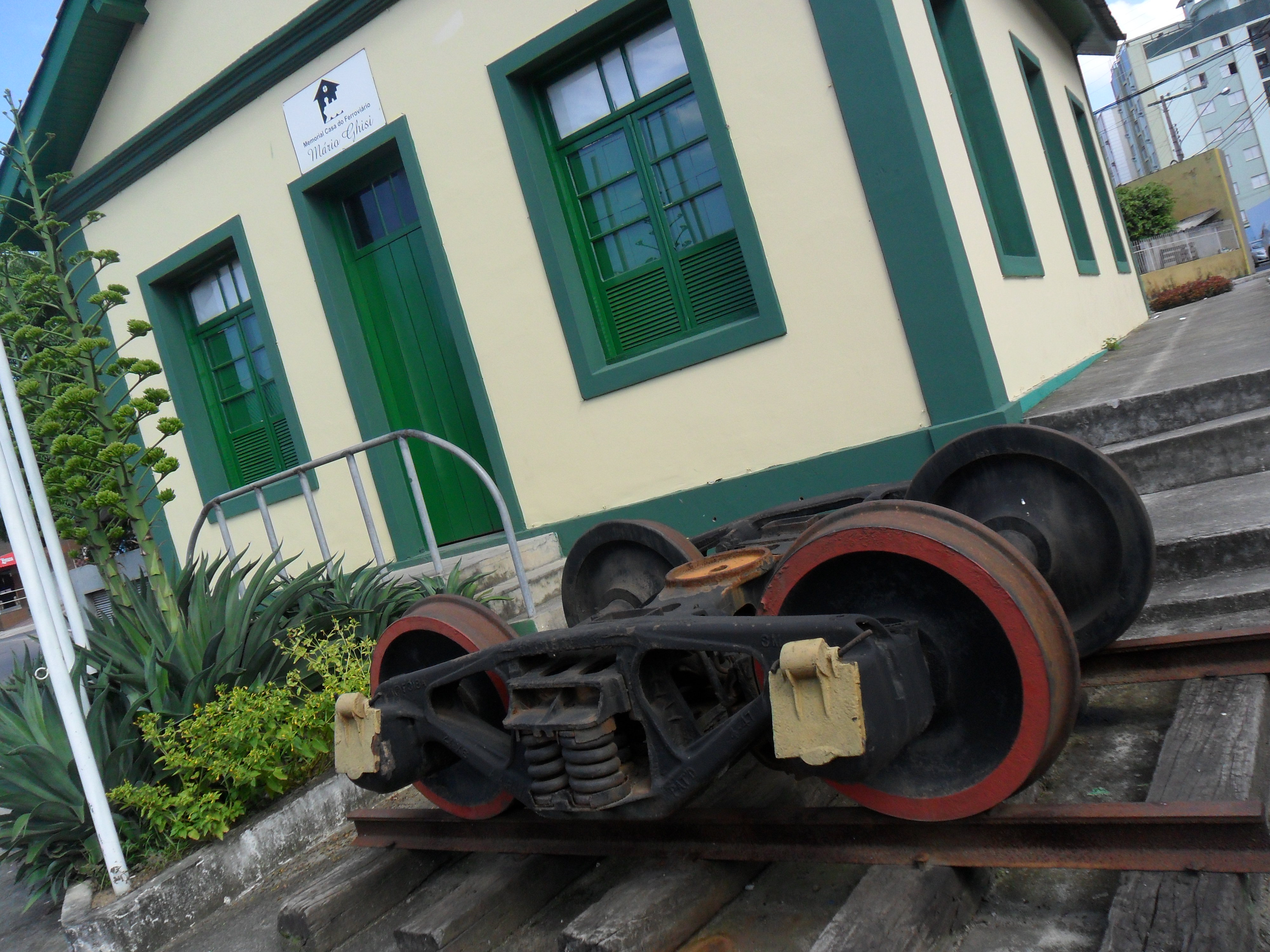
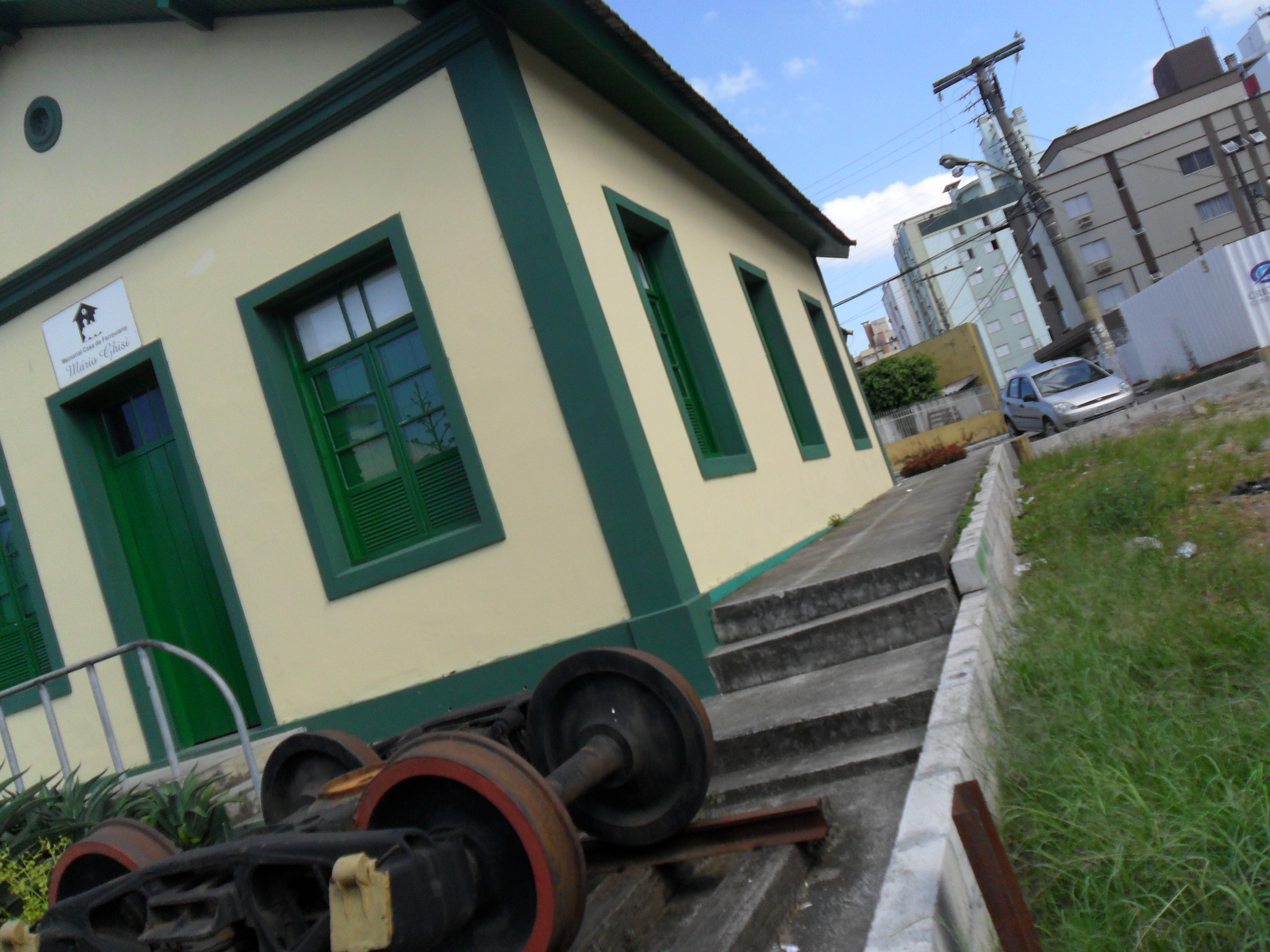